# Thermosiphon-Konvektionssperre

Schematische Gegenüberstellung: Warmwasserspeicher links ohne und rechts mit einem Konvektions-sperrenden Thermosiphon

Als Thermosiphon-Konvektionssperre, Thermosiphon-Konvektionsbremse oder Wärmefalle (englisch heat trap (siphon)) bezeichnet man die Integration eines Thermosiphons in die Rohrleitungsführung am oberen Ende eines absteigenden Rohres, unmittelbar nahe an einem Warmwasserspeicher, um die Wärmeverluste durch natürliche Konvektion innerhalb des Warmwasser-Anschlussrohres zu begrenzen. Alternativ kann im oder am Speicher eine nach unten gerichtete Platte im Warmwasseranschluss vorgesehen werden, die die Zirkulation des erwärmten Wassers im Anschlussrohr verhindert.

## Funktionsweise
Bei Wärmespeichern, wie sie beispielsweise in Zentralheizungen für die Warmwasserbereitung oder bei thermischen Solaranlagen zur Wärmespeicherung benutzt werden, tritt bei ungünstiger Rohrführung (z. B. direkt vom Speicher senkrecht nach oben wie bei der veralteten Schwerkraftheizung) Konvektion innerhalb des angeschlossenen Rohres oder im Falle der Solarthermie sogar im angeschlossenen Kollektor auf. Mit einer Rohrverlegung in Form eines umgedrehten Rohrsiphons, also einem abwärts gerichteten Rohr, das den Aufstieg des leichteren, erwärmten Wassers verhindert, können diese Konvektionsverluste verringert werden.
Auch in einer Anschlussleitung mit vom Speicher aus stetig abwärts gerichtetem Gefälle kann keine nennenswerte Konvektion auftreten.
Wird das Rohr jedoch nach dem abwärts gerichteten Stück wieder nach oben geführt, so wird – je nach Quelle – entweder empfohlen, das abwärts gerichtete Rohr bis 20 cm unterhalb des Anschlusses zu führen, oder als Maßstab für diese Distanz den 3- bis 12-fachen Rohrdurchmesser zu wählen.
Bei einem Anschluss ohne Thermosiphon steigt das warme Wasser aufgrund seiner geringeren Dichte auf und kühlt sich an der Rohrwandung des angeschlossenen Rohres ab. Das schwerere, kühle Wasser strömt entlang der Rohrwandung wieder in den Speicher zurück. Das in den Tank zurückströmende kältere Wasser kann auch eine erwünschte Schichtung innerhalb des Tanks aufheben (vergl. Schichtladespeicher). Bei einer Thermosiphon-Konstruktion kann die Zirkulation nur bis zum höchsten Punkt des Leitungsverlaufs auftreten, da das warme Wasser dem abwärts gerichteten Rohr nicht folgt. Konvektionsverluste beschränken sich somit auf die Strecke bis zum Siphon. Idealerweise werden die Anschlüsse direkt am Tank so gestaltet, dass das Wasser ein kurzes Stück abwärts geführt wird.
Alternativ kann am Anschluss zum Speicher eine Konvektionssperre in Form einer Rückschlagklappe installiert werden. Im Gegensatz zu Rückschlagventilen, die am Kaltwasser-Zufluss zum Speicher das Rückdrücken des erwärmten Wassers in die Trinkwasserleitung verhindern sollen, müssen Konvektionssperren nicht völlig dicht schließen bzw. dürfen dies unter Umständen auch gar nicht.

Rückschlagklappen bzw. Rückschlagventile als Konvektionssperren (bzw. Schwerkraftbremsen) werden auch in Heizkreisläufen und Zirkulationsleitungen vorgesehen, um bei ausgeschalteter Pumpe eine freie Konvektion zu verhindern.